# Von-der-Heydt-Park

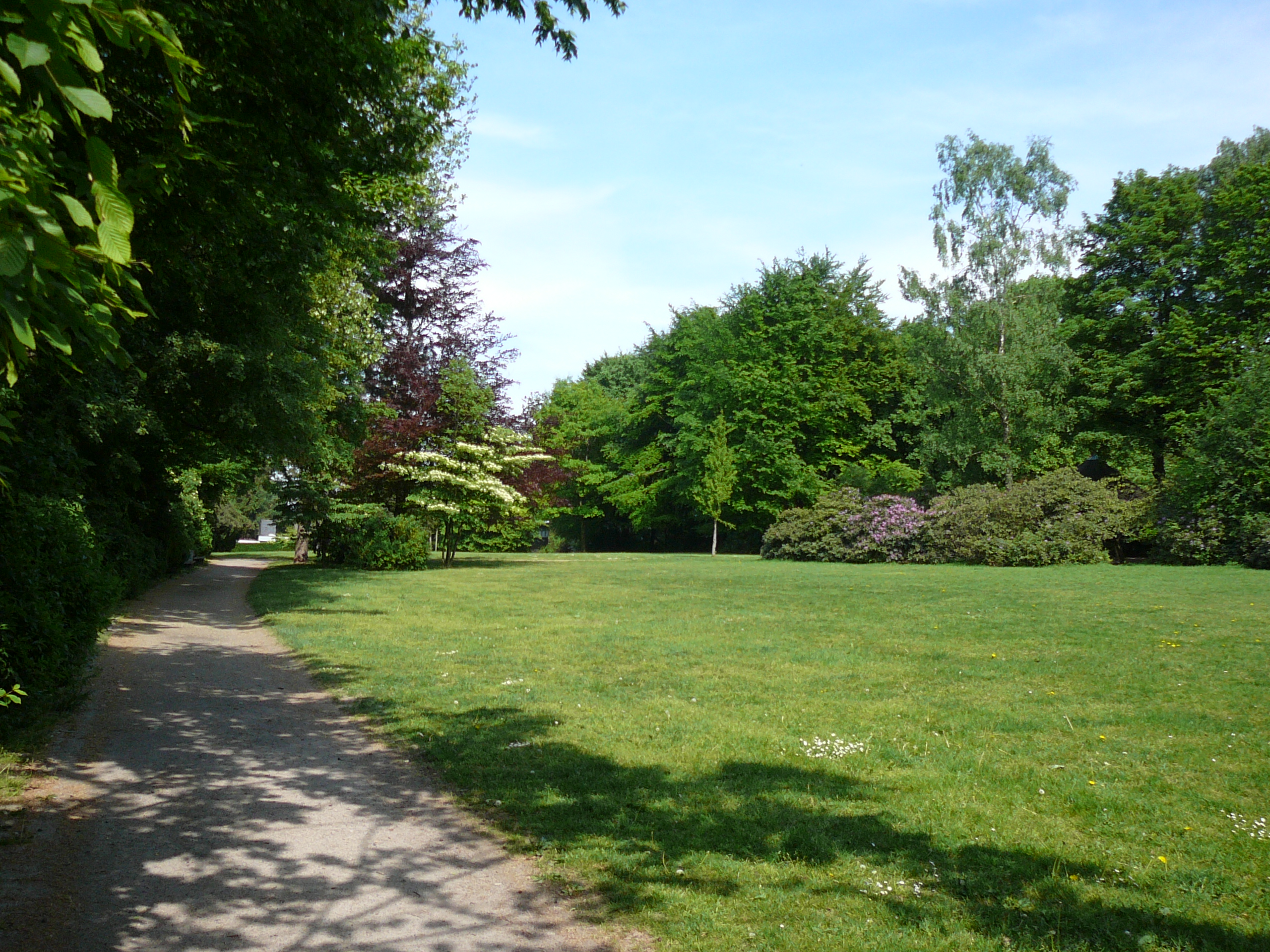
Der Von-der-Heydt-Park in nordöstlicher Richtung

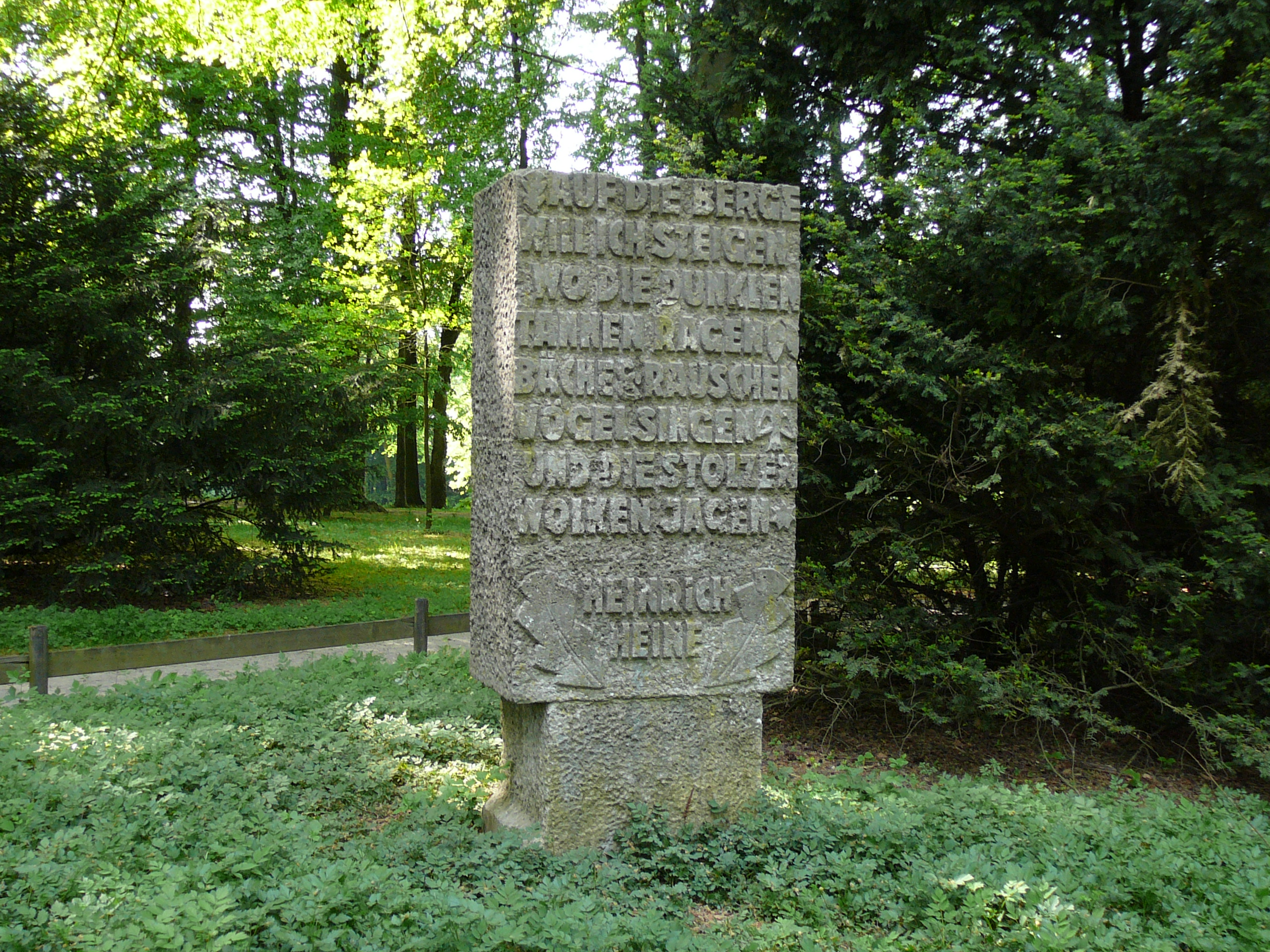
Das Heine-Denkmal

Der Von-der-Heydt-Park (auch Heydt'sche Parkanklage) ist eine ungefähr 3,2 Hektar große Parkanlage im Süden des Wuppertaler Stadtbezirks Elberfeld. Der Park ist nach der Familie von der Heydt benannt.
Der Park mit einer rechteckigen Grundfläche liegt in einer gehobenen Wohngegend nordöstlich der Jägerhofstraße und ist vielleicht am besten über die Nebenstraße Am Friedenshain zu erreichen. Neben einer ausgedehnten Wiese und einem kleinen Wäldchen, liegen hier ein Kinderspielplatz und ein Pavillon. Der Radwanderweg R4 über Friedenshain, Königshöhe und Kohlfurth verläuft durch diesen Park.
In der Mitte befindet sich das Heine-Denkmal. Das ursprüngliche von 1893, von der Baronin Selma von der Heydt gestiftete Denkmal, das an einem anderen Standort stand, wurde 1933 zerstört. 1958 wurde im Von-der-Heydt-Park das Heine-Denkmal in der heutigen Form vom Bildhauer Harald Schmahl erneuert. Es zitiert den vierten Abschnitt aus dem Prolog des Buches der Lieder. An den beiden Enden des Parks liegen zwei Kirchen: im Westen die katholische Kirche St. Hedwig und im Osten die evangelische Johanneskirche, eine Notkirche aus der Zeit nach dem Zweiten Weltkrieg.